# Olga Taratuta

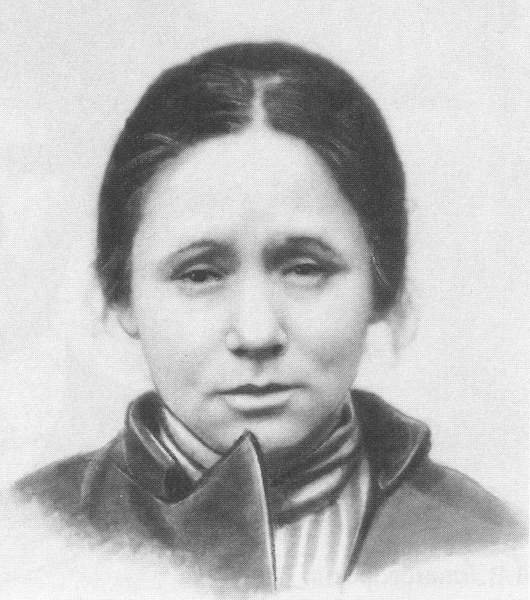
Olga Taratuta em uma fotografia sem data

Olga Taratuta (21 de janeiro de 1876 [ou possivelmente 1874 ou 1878] - 08 de fevereiro de 1938) foi uma  anarco-comunista ucraniana. Ela foi a fundadora da Cruz Negra Anarquista ucraniana.

## Primeiros anos e ativismo
Taratuta nasceu Elka Ruvinskaia na aldeia de Novodmitrovka, perto Kherson na Ucrânia, então parte do Império Russo. Sua família era judia e seu pai tinha uma pequena loja. Ela trabalhou como professora, depois de concluir seus estudos.
Taratuta foi presa por "suspeitas políticas" em 1895. Em 1897, ela se juntou a um grupo  social-democrata associado com Abrão e Iuda Grossman em Ekaterinoslav. Taratuta era membro da União dos Trabalhadores do Sul da Rússia e da comissão  Partido Operário Social em Dnipropetrovsk entre 1898 e 1901. Em 1901 mudou-se para Alemanha e depois para a Suíça, durante este período, ela trabalhou para o Partido órgão Iskra ("Faísca") e encontrou-se com Georgi Plekhanov e Vladimir Lenin.
Em 1903, enquanto na Suíça, Taratuta tornou-se um anarco-comunista. Ela voltou para Odessa em 1904 e juntou-se ao "Neprimirimye" (Os intransigentes), que era composto por anarquistas e outros seguidores de Jan Wacław Machajski. Taratuta foi presa em abril de 1904, mas foi libertada por falta de provas vários meses mais tarde. Após sua libertação, ela se juntou ao Odessa Workers Group of Anarcho-Communists, onde começou a adquirir a reputação como uma das principais anarquistas na Rússia.
Taratuta foi presa novamente em outubro de 1905, mas ela foi liberada durante a anistia política que resultou da Revolução daquele ano. Ela se juntou a ala militante do grupo russo sul do anarcocomunismo, que usou "terror sem motivo" - ataques contra instituições e representantes da burguesia, ao invés de indivíduos específicos. Taratuta estava envolvida no ataque a bomba no Café Libman de Odessa em dezembro de 1905, pelo qual foi condenada a 17 anos de prisão.
Ela escapou da prisão em dezembro de 1906 fugindo para Genebra, onde se uniu ao Buntar ("The Mutineer") colaborando na edição do jornal de mesmo nome. No final de 1907, ela voltou para Odessa, onde ajudou a planejar atentados contra o General Aleksandr Kaulbars, o comandante da região militar, contra o general Tolmachev, governador de Odessa, e a explosão no tribunal da mesma cidade.
Taratuta foi presa em 1908 em Ekaterinoslav e julgada com uma sentença de prisão de 21 anos. Foi libertada em março de 1917, após a Revolução de Fevereiro. Em maio de 1918, ela entrou para a Cruz Vermelha Política, que ajudava os revolucionários presos de todas as afiliações políticas.
Embora ela inicialmente manteve distância do movimento anarquista, a crescente perseguição aos anarquistas pelo governo bolchevique inspirou Taratuta a unir-se ao "Golos Truda" (Voz do Trabalho) e a confederação Nabat em junho de 1920. Ela voltou para a Ucrânia em setembro 1920, após o Exército Insurgente Makhnovista assinar uma trégua com o governo da União Soviética. Os comandantes Makhnovistas deram-lhe 5 milhões de rublos; Taratuta foi para Kharkov e usou o dinheiro para estabelecer a Cruz Negra Anarquista fornecendo ajuda para os anarquistas perseguidos ou presos.

## Repressão soviética
Em novembro de 1920, Taratuta foi presa durante a ordem bolchevista de eliminas os anarquistas e Makhnovistas na Ucrânia, tendo os soviéticos fechado a Cruz Negra Anarquista. Taratuta foi transferida para Moscou em janeiro de 1921 e para Orlov, em abril de 1921. No mês seguinte, ela foi oferecida a possibilidade de ser solta com a condição de que ela denunciasse publicamente suas crenças anarquistas. Em vez disso, ela se juntou a seus companheiros prisioneiros anarquistas em uma greve de fome de 11 dias. Em março de 1922 foi transferida para Veliky Ustyug por dois anos.
Após a sua libertação em 1924, Taratuta mudou-se para Kiev, tornando a ser presa, no meio desse ano, por publicação de propaganda anarquista, permanecendo porém pouco tempo na prisão, mais tarde naquele ano se mudou para Moscou. Em 1927, ela se juntou à campanha internacional para apoiar Sacco e Vanzetti.
Durante 1928 e 1929, Taratuta escreveu muitas cartas ao tentar criar uma organização internacional para apoiar os anarquistas em prisões soviéticas. Ela mudou para Odessa em 1929, e foi presa por tentar organizar uma organização anarquista entre os trabalhadores ferroviários, sendo condenada a dois anos de prisão.
Retornando a Moscou depois de sua libertação se uniu a Sociedade de Presos e Exilados Políticos, que tentaram sem sucesso, obter pensões para antigos revolucionários empobrecidos e doentes. Ela foi presa e condenada em 1933, mas pouco se sabe sobre esta detenção.
Taratuta novamante foi presa em 27 de novembro de 1937, durante o Grande Expurgo promovido por Stalin, sendo acusada de anarquista e atividade anti-soviética. Ela foi condenada à morte em 8 de fevereiro de 1938, e executada no mesmo dia.